# (74085) 1998 OB12
1998 أو بي 12 (ويعرف أيضًا باسم (74085) 1998 أو بي 12 وفق تسمية الكوكب الصغير) (بالإنجليزية: 1998 OB12)‏ هو كويكب ضمن حزام الكويكبات؛ وترتيبه 74085 من حيث الاكتشاف.
اكتُشف هذا الجُرم الفلكي بواسطة جون بروفتون في 22 يوليو 1998.

## وصلات خارجية
- (74085) 1998 OB12 في قاعدة بيانات مختبر الدفع النفاث لأجرام النظام الشمسي الصغيرة

- الاكتشاف · مخطط المدار ·  العناصر المدارية · المعلمات المادية

- (74085) 1998 OB12 على موقع ويكي سكاي: DSS2, SDSS, GALEX, IRAS, Hydrogen α, X-Ray, Astrophoto, Sky Map, Articles and images